# Molotra
Molotra is een geslacht van spinnen binnen de familie van de dwergcelspinnen (Oonopidae). De wetenschappelijke naam van het geslacht werd voor het eerst geldig gepubliceerd in 2011 door Ubick & Griswold.
De soorten binnen het geslacht zijn endemisch in Madagaskar. 

## Soorten
Het geslacht telt 6 soorten:
- Molotra katarinae Ubick & Griswold, 2011
- Molotra milloti Ubick & Griswold, 2011
- Molotra molotra Ubick & Griswold, 2011
- Molotra ninae Ubick & Griswold, 2011
- Molotra suzannae Ubick & Griswold, 2011
- Molotra tsingy Ubick & Griswold, 2011